# Comuna Budureasa, Bihor
Budureasa (în maghiară Bondoraszó, în germană Buderatz) este o comună în județul Bihor, Crișana, România, formată din satele Budureasa (reședința), Burda, Saca, Săliște de Beiuș și Teleac. În componența comunei intră și stațiunea Stâna de Vale.

## Demografie
Componența etnică a comunei Budureasa
     Români (68,94%)
     Romi (27,11%)
     Alte etnii (3,96%)
Componența confesională a comunei Budureasa
     Ortodocși (88,21%)
     Penticostali (7,09%)
     Alte religii (0,63%)
     Necunoscută (4,07%)
Conform recensământului efectuat în 2021, populația comunei Budureasa se ridică la 2.553 de locuitori, în scădere față de recensământul anterior din 2011, când fuseseră înregistrați 2.581 de locuitori. Majoritatea locuitorilor sunt români (68,94%), cu o minoritate de romi (27,11%). Din punct de vedere confesional, majoritatea locuitorilor sunt ortodocși (88,21%), cu o minoritate de penticostali (7,09%), iar pentru 4,07% nu se cunoaște apartenența confesională.

## Politică și administrație
Comuna Budureasa este administrată de un primar și un consiliu local compus din 11 consilieri. Primarul, Adrian-Marius Magda[*], de la Partidul Social Democrat, este în funcție din 2016. Începând cu alegerile locale din 2024, consiliul local are următoarea componență pe partide politice:
|  | Partid                          | Consilieri | Componența Consiliului | Componența Consiliului | Componența Consiliului | Componența Consiliului | Componența Consiliului |
|  | ------------------------------- | ---------- | ---------------------- | ---------------------- | ---------------------- | ---------------------- | ---------------------- |
|  | Partidul Social Democrat        | 5          |                        |                        |                        |                        |                        |
|  | Partidul Național Liberal       | 4          |                        |                        |                        |                        |                        |
|  | Uniunea Salvați România         | 1          |                        |                        |                        |                        |                        |
|  | Alianța pentru Unirea Românilor | 1          |                        |                        |                        |                        |                        |

## Atracții turistice
- Stațiunea climaterică Stâna de Vale

- Biserica de lemn „Sfântul Gheorghe” din satul Saca, construcție 1724, monument istoric
- Rezervația naturală „Complexul Carstic din Valea Ponorului” (168 ha.)
- Rezervația naturală „Peștera Smeilor de la Onceasa” (0,50 ha.), monument al naturii
- Rezervația naturală „Sistemul Carstic Peștera Cerbului - Avenul cu Vacă” (45 ha.)
- Rezervația naturală „Vârful Buteasa” (2 ha.)
- Rezervația naturală „Molhașurile din Valea Izbucelor” (80,02 ha.)
- Rezervația naturală „Fâneața Izvoarelor Crișul Pietros” (1 ha.)
- Rezervația naturală „Vârful Cârligați” (10 ha.)
- Rezervația naturală „Piatra Grăitoare” (5 ha.)
- Rezervația naturală „Cetatea Rădesei” (20 ha.)
- Buteasa (sit de importanță comunitară inclus în rețeaua europeană Natura 2000 în România)
- Defileul Crișului Repede - Pădurea Craiului (sit SCI)
- Ferice - Plai (sit SCI)